# 阿富汗伊斯蘭民族陣線
阿富汗伊斯蘭民族陣線是阿富汗的一個政黨，於1979年在巴基斯坦的白沙瓦成立，成立目的是對抗蘇聯的統治，蘇聯撤軍後，阿富汗伊斯蘭民族陣線轉為對抗由布爾漢努丁·拉巴尼統治的阿富汗伊斯蘭國政權，至1996年塔利班政權上台，陣線繼續採取其反對派立場。